# Wang Hai
Wang Hai —en chino, 王海— (Yantai, 19 de enero de 1926-Pekín, 2 de agosto de 2020) fue un piloto de combate chino que participó en la guerra de Corea. Fue comandante de la Fuerza Aérea del Ejército Popular de Liberación de 1985 a 1992 y se le concedió el rango de general [shang jiang] en 1988.

## Biografía
Wang Hai nació el 19 de enero de 1926 en Yantai, provincia de Shandong. Se unió al Partido Comunista de China en septiembre de 1945 cuando era estudiante en la Escuela Secundaria de Weihai. Acto seguido se inscribió en la Universidad Revolucionaria Popular de Linyi en Shandong. En junio de 1946 ingresó en la Escuela de Aviadores de Mudanjiang, la primera escuela de entrenamiento de aviadores del partido. En mayo de 1950 se convirtió en piloto de combate.
Durante la guerra de Corea (1950-1953), Wang fue piloto de la Tercera División de Aviación de Caza. Derribó nueve aviones estadounidenses, y junto con su equipo de combate veintinueve. El caza MiG que utilizó durante la campaña en la guerra está expuesto en el Museo Militar de la Revolución Popular China en Pekín.
Después del conflicto bélico fue ascendido a comandante de una división de la fuerza aérea y más tarde a Comandante de la Fuerza Aérea de la Región Militar de Guangzhou. En 1985 fue nombrado comandante de la Fuerza Aérea del Ejército de Liberación Popular. Cuando los rangos militares fueron restituidos se le concedió el rango de general [shang jiang] en septiembre de 1988, retirándose cuatro años después. Desde entonces, todos los comandantes del Ejército de Liberación Popular han sido aviadores de carrera.

### Fallecimiento
Wang murió en Pekín el 2 de agosto de 2020, a los noventa y cuatro años.